# 安東尼·艾丁
安東尼·李·艾丁（英語：Anthony Lee Elding，1982年4月16日—）生於英格蘭波士頓（Boston, Lincolnshire），是一名英格蘭足球員，司職前鋒，現時效力愛爾蘭超級足球聯賽球會德利城。

## 生平
早年
艾丁的球員生涯在波士頓聯（Boston United F.C.）開始。2003年，艾丁轉投，一共為球隊攻入51球。2007年，艾丁加盟史托港，艾丁首次上陣的賽事是以2-0擊敗波士頓聯的賽事，在賽季完結後，艾丁一共在20場聯賽賽事中攻入11球，因而成為球隊的神射手。
列斯聯
2008年1月31日，列斯聯向史托港表示希望買入艾丁，同時競爭艾丁還有哈特普爾，最終列斯聯擊敗哈特普爾，成功趕及在1月轉會市場的最後一天簽入艾丁。艾丁在對車頓咸的賽事中，攻入他在列斯聯的首球，惜最終球隊以1-2見負。
克魯
2008年夏季列斯聯出訪愛爾蘭，艾丁不獲隨隊，於7月24日以六位金額轉會費轉投克魯。但到季中在聯賽僅得一球進賬，漸被冷落，於2009年1月5日遭外借到英乙球隊林肯城三個月。返回克魯後艾丁獲委為副隊長，在領隊古莊·科達臣（Guðjón Þórðarson）被辭退後，再次出山擔任看守領隊的加迪（Dario Gradi）卻告訴他可以離隊，艾丁選擇加盟凱特靈，以外借身份效力到2010年1月，在首場上陣即射入1球協助球隊2-2賽和，在凱特靈兩個月合共上陣11場及射入3球。借用期滿後艾丁亦與克魯協議提前解約離隊。
羅奇代爾
在短暫效力匈牙利的費倫茨瓦羅斯期間表現出色，2010年夏季艾丁獲英甲升班馬羅奇代爾賞識，重返英格蘭，簽約兩年。於2011年1月7日被外借返回史托港直到球季結束。
甘士比
2011年7月25日艾丁轉投全國聯球會甘士比，簽約一年，並可優先再續約一年，轉會費沒有透露
。

## 外部連結
- 足球数据库：安東尼·艾丁的球员统计数据
- Profile at stockportcounty.co.uk
- Profile at leedsunited.com